# Edvin Marton
Edvin Marton, właściwe Lajos Csűry (ur. 17 lutego 1974 w Tiszaújlak) – węgierski kompozytor i skrzypek.
Urodził się na Ukrainie, na Zakarpaciu, w rejonie zamieszkanym przez ludność pochodzenia węgierskiego. Wychowywał się w rodzinie o tradycjach muzycznych. W wieku zaledwie pięciu lat pobierał u swoich rodziców pierwsze lekcje gry na skrzypcach.
Zdobył popularność dzięki wykorzystywaniu jego utworów jako podkładu muzycznego dla najlepszych łyżwiarzy figurowych, m.in. Jewginija Pluszczenki, Iriny Słuckiej oraz Stéphane Lambiel.